# Venceslao Amici
Venceslao Amici (Paggese, 16 settembre 1869 – Roma, 1948) è stato un ingegnere e politico italiano.

## Biografia
Come ingegnere, fu promotore e progettista di diverse infrastrutture, tra i quali la ferrovia Rieti-Avezzano e il porto fluviale di Ascoli Piceno, ma soprattutto la Ferrovia Salaria (Roma-Rieti-Ascoli). L'Amici, che fondò e presiedette la Società per la Ferrovia Salaria, realizzò il progetto e riuscì ad ottenere sia l'approvazione del ministero dei lavori pubblici che la concessione, ma l'iniziativa non si realizzò per problemi economici e burocratici che scoraggiarono la società francese che avrebbe dovuto procedere ai lavori.
Fu l'Amici ad interessarsi, nell'aprile del 1902, allo studio della possibilità di produzione di energia elettrica nella vallata del Tronto, nel tratto di fiume a monte della città.  I Merli, industriali molitori, accettarono di buon grado il progetto dell'Amici e anzi concepirono l'idea di fornire loro un impianto di illuminazione alla città e ai vari paesi della valle.
Nel 1905 convinse la Società Industriale Italiana ad impiantare ad Ascoli lo stabilimento per la produzione dell'Anisetta Meletti. Fu deputato alla Camera per il circondario di Cittaducale dal 1909 al 1919.
In seguito al terremoto della Marsica del 1915, Venceslao Amici si occupò anche di prevenzione sismica e presentò al parlamento una relazione in cui illustrava i provvedimenti necessari per «renderci liberi dall'incubo del terremoto». La sua relazione prevedeva la realizzazione di una carta sismica dell'Italia sulla base dei terremoti registrati in passato, la creazione di un "ufficio centrale del terremoto" e l'adozione di nuove norme edilizie, prendendo esempio da quanto si faceva già all'epoca in Giappone; tuttavia il documento fu presto dimenticato.
Più tardi l'Amici si occupò anche di interventi di riqualificazione urbanistica a Roma.
Tra il 1943 e il 1944 collaborò al lavoro di intercessione presso il Vaticano grazie al quale Ascoli Piceno fu dichiarata città libera ospedaliera, salvandola dai bombardamenti alleati.
Risiedeva a Roma presso palazzo Lazzaroni, in via dei Barbieri n. 6. È seppellito al cimitero del Verano.

## Pubblicazioni
- Ferrovia Ascoli Piceno-Antrodoco, sua influenza nelle provincie limitrofe, Ascoli Piceno, stabilimento grafico Cesari 1902
- Trazione elettrica, sua applicazione alla ferrovia Ascoli Piceno-Antrodoco a scartamento normale della lunghezza di km 84+700, Ascoli Piceno, stabilimento tipografico Cesari 1903
- Progetto della ferrovia Ascoli Piceno-Antrodoco a scartamento normale della lunghezza di km. 84+700, Roma, tipografia fratelli Centenari 1903
- Porto canale presso San Benedetto e navigazione del Tronto, Roma, tipografia Industria e Lavoro 1904
- Ferrovia Salaria. Progetto del tronco Rieti-Fara Sabina a scartamento normale, Roma 1907
- Progetto della ferrovia Rieti-Avezzano a scartamento normale della lunghezza di km 67+575, Roma 1908
- Dell'opera svolta dall'on. Amici Venceslao a favore del collegio politico di Cittaducale, Roma, tipografia operaia romana coop. aprile 1913
- Progetto per la comunicazione diretta tra Piazza Venezia la zona archeologica e il quartiere Aventino, Roma, stabilimento poligrafico italiano E. Petiti, 1914
- Leggi e disposizioni di uso comune riguardanti i militari e le loro famiglie, Roma, tipografia operaia Romana Coop., 1918